# Amorinópolis
Amorinópolis là một đô thị thuộc bang Goiás, Brasil. Đô thị này có diện tích 408,524 km², dân số năm 2007 là 3936 người, mật độ 27 người/km².